# Младен Койнаров
Младен Койнаров е български народен певец от Родопската фолклорна област и вокален педагог.

## Биография
Младен Койнаров е роден на 15 септември 1945 г. в село Оряховец, Ардинско. Започва кариерата си през 1963 г., на Втория републикански фестивал. Тогава получава първото си отличие. Приет е след конкурс в Държавния ансамбъл за народни песни и танци „Родопа“ – Смолян през 1970 г., но още от 1966 г. участва в концерти из цялата страна. Работи в ансамбъла в продължение на 40 години и през 2010 г. се пенсионира.
Неговият глас е звучал във филма „Време разделно“. Докато изгражда репертоара си, Младен Койнаров сам издирва песните, които по-късно включва в програмите на Ансамбъл „Родопа“, записва песни за БНТ и БНР. Има издадени грамофонни плочи и компактдискове. Койнаров издирва и записва над 350 народни песни, над 70 записа има в БНР. През 1978 г. печели втора награда на радиоконкурса за народна музика „Prix de folklore“ в Братислава. Изнесъл е стотици концерти в България и в различни страни по света.
Песните си Младен Койнаров изпълнява в съпровод на гайдарите Георги Мусорлиев и Петър Янев, оркестъра на Ансамбъл „Родопа“, а също и в сътрудничество с диригентите Лазарин Кисьов, Добрин Панайотов, Иван Топалов и Коста Колев. Изгражда свой собствен стил като солист на ансамбъл „Родопа“. През годините се утвърждава като един от най-популярните изпълнители на родопската песен. Пял е заедно с Валя Балканска и Христина Лютова.
От 2000 г. ръководи школа за народни певци към читалище „Кирил Маджаров“ в Смолян, в която обучава малки деца на 4 – 5-годишна възраст.
Носител е на Сребърна (1995) и Златна лира (1998), присъдени му от Съюза на музикалните и танцови дейци в България.
От 2008 г. Младен Койнаров е почетен гражданин на град Смолян.
На 19 ноември 2015 г. чества своя бенефис в зала №1 на РДТ в Смолян, на който получава поздравителни честитки от кмета на Смолян Николай Мелемов и министъра на културата Вежди Рашидов. Рашидов го нарича „неуморен труженик в полето на българската музикална култура и образование“. Юбилярят получава много цветя и поздравления от колеги и публика.
Известни песни от репертоара на Младен Койнаров са: „Шинко льо, мари хубава“, „Месечко льо“ и „Недельо, момне ле“.
Умира на 6 август 2018 г.

## Дискография

### Студийни албуми
| Година | Албум                                     | Вид | Издател   | Каталожен номер |
| ------ | ----------------------------------------- | --- | --------- | --------------- |
| 1986   | „Младен Койнаров. Родопски народни песни“ | LP  | Балкантон | ВНА 12002       |
| 1989   | „Фанка и Младен Койнарови“                | LP  | Балкантон | ВНА 12430       |
| 2007   | „Глас от Родопите“                        | CD  | Gega New  | GD 321          |